# مرسدس-بنز هند
مرسدس-بنز هند (انگلیسی: Mercedes-Benz India) یک شرکت زیرمجموعه ای متعلق به شرکت دایملر آگ آلمان است که در سال ۱۹۹۴ تأسیس شد و دفتر مرکزی آن در پونا، ماهاراشترا، هند است. این شرکت به مونتاژ خودروهای مرسدس-بنز به صورت سی‌کی‌دی زیر نظر مرسدس بنز در هند می‌پردازد.

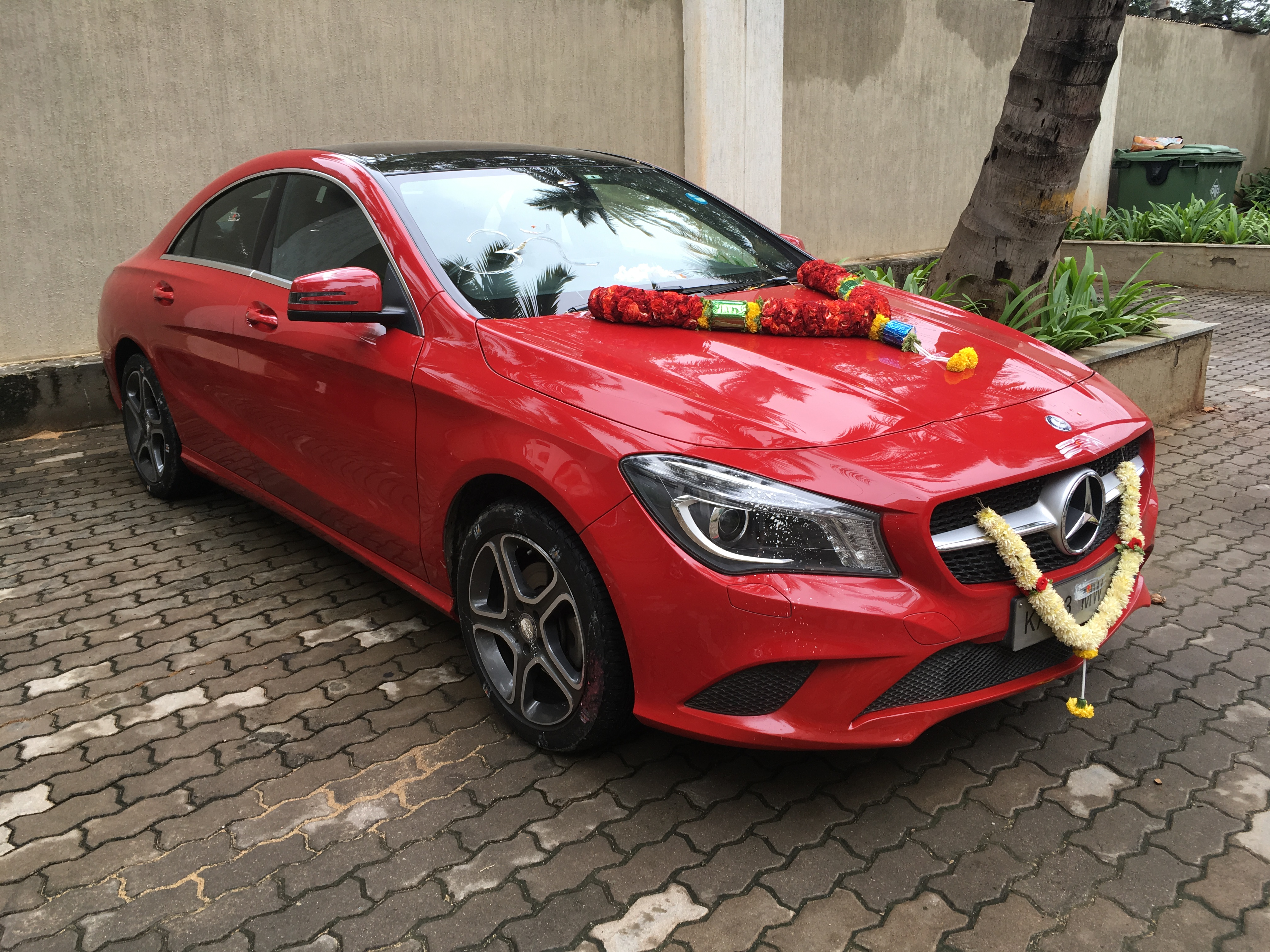
مرسدس بنز سی‌ال‌ای۲۰۰ مدل ۲۰۱۵ مونتاژ مرسدس بنز هند